# No More Hell to Pay
No More Hell to Pay je desáté studiové album americké metalové skupiny Stryper, které vyšlo 5. listopadu 2013 přes vydavatelství Frontiers Records. Album obdrželo pozitivní přijetí od hudebních kritiků a mělo komerční úspěch.
Frontman, producent a hlavní skladatel Michael Sweet uvedl, že při psaní alba se skupina snažila o těžší zvuk připomínající Iron Maiden, Judas Priest a Van Halen.
V žebříčku Billboard 200 se album umístilo na 35. místě. V amerických žebříčcích Billboard skončilo v Top Christian Albums na 2. místě, v Top Hard Rock Albums na 3. místě, v Independent Albums na 6. místě, v Top Rock Albums na 6. místě a v Top Tastemaker Albums na 11. místě.
Během prvního týdne se prodalo přes 9 tisíc kopií. K září 2015 se prodalo přes 30 tisíc kopií.

## Seznam skladeb
Všechny skladby napsal Michael Sweet, pokud není uvedeno jinak.
| Pořadí         | Název                 | Autor                       | Délka |
| -------------- | --------------------- | --------------------------- | ----- |
| 1.             | Revelation            |                             | 4:31  |
| 2.             | No More Hell to Pay   | Michael Sweet, Robert Sweet | 5:07  |
| 3.             | Saved by Love         |                             | 3:08  |
| 4.             | Jesus Is Just Alright | Arthur Reid Reynodls        | 5:10  |
| 5.             | The One               |                             | 4:11  |
| 6.             | Legacy                |                             | 4:15  |
| 7.             | Marching Into Battle  |                             | 4:45  |
| 8.             | Te Amo                |                             | 4:17  |
| 9.             | Sticks & Stones       |                             | 4:21  |
| 10.            | Water Into Wine       |                             | 3:42  |
| 11.            | Sympathy              |                             | 4:13  |
| 12.            | Renewed               |                             | 4:21  |
| Celková délka: | Celková délka:        | Celková délka:              | 51:52 |

## Obsazení
- Michael Sweet – zpěv, sólová a rytmická kytara
- Oz Fox – sólová a rytmická kytara, doprovodný zpěv
- Tim Gaines – baskytara, doprovodný zpěv
- Robert Sweet – bicí, perkuse

### Hosté
- Paul McNamara – klávesy, syntezátory